# Iko Uwais
Uwais Qorny (12 de fevereiro de 1983; Jakarta, Indonésia) é um ator, dublê, coreógrafo de luta e artista marcial indonésio. Ele é mais conhecido por estrelar nos filmes de ação Merantau (2009), The Raid (2011), The Raid 2 (2014), Headshot (2016), Mile 22 (2018), A noite vem para nós (2018), Stuber (2019) e a série de streaming Wu Assassins (2019 – presente).

## Início da vida
Uwais nasceu em Jacarta, na Indonésia, e é filho de Maisyaroh e Mustapha Kamaluddin. Seu avô, H. Achmad Bunawar, era um mestre de silat e fundou uma escola de silat.